# Maurice Lurot

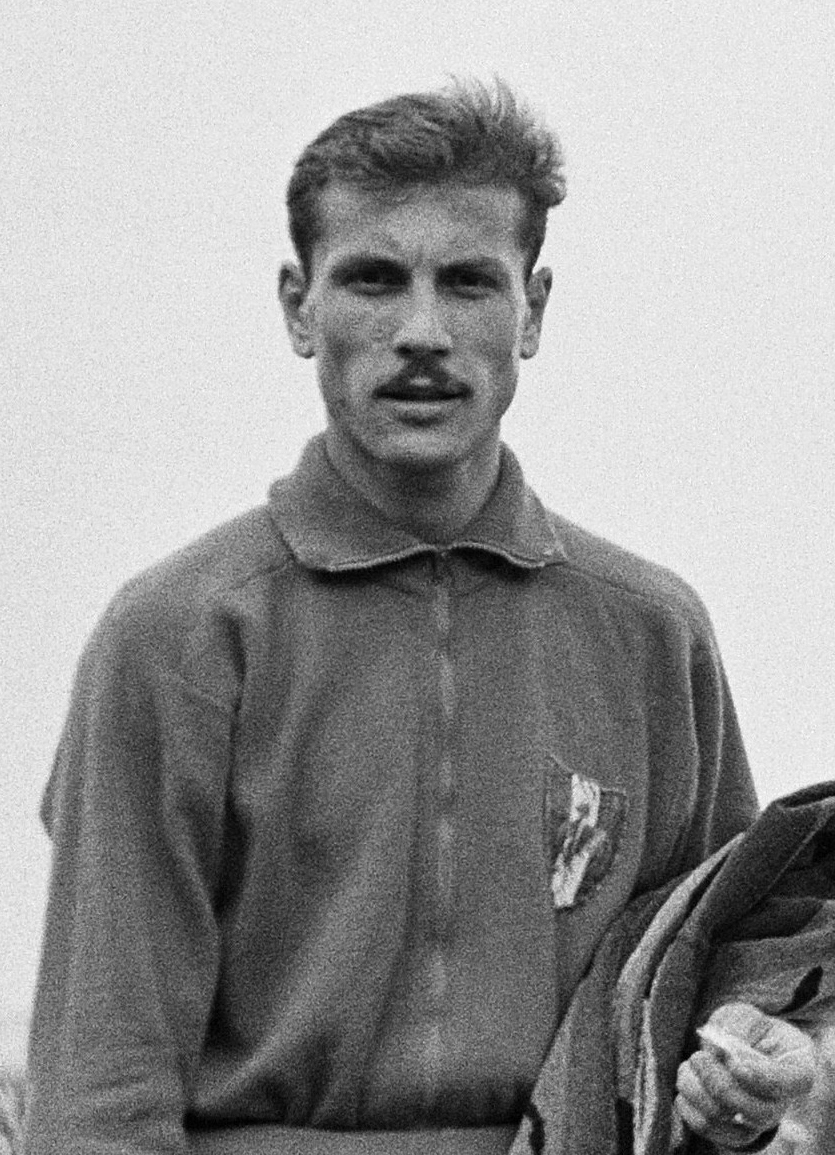
Maurice Lurot, 1963

Maurice Lurot (* 13. April 1940 in Charleville-Mézières) ist ein ehemaliger französischer Mittelstreckenläufer, der sich auf die 800-Meter-Distanz spezialisiert hatte.
1962 schied er bei den Leichtathletik-Europameisterschaften in Belgrad im Vorlauf aus. Bei den Olympischen Spielen 1964 in Tokio und den EM 1966 in Budapest erreichte er jeweils das Halbfinale.
Von 1963 bis 1966 wurde er viermal in Folge Französischer Meister. Seine persönliche Bestzeit von 1:47,2 min stellte er am 1. Oktober 1966 in Colombes auf.
Er ist mit der ehemaligen Sprinterin Michèle Davaze verheiratet.